# Шушнурська сільська рада
Шушну́рська сільська рада — муніципальне утворення у складі Краснокамського району Башкортостану, Росія. Адміністративний центр — село Шушнур.

## Населення
Населення — 1560 осіб (2019, 1758 в 2010, 1775 в 2002).

## Склад
До складу поселення входять такі населені пункти:
| Населений пункт        | Населення, осіб (2002) | Населення, осіб (2010) |
| ---------------------- | ---------------------- | ---------------------- |
| Нижня Татья, присілок  | 280                    | 235                    |
| Нова Мушта, присілок   | 287                    | 272                    |
| Новий Актанишбаш, село | 703                    | 735                    |
| Сабанчі, присілок      | 18                     | 21                     |
| Чабаєвка, присілок     | 21                     | 17                     |
| Шушнур, село           | 458                    | 471                    |
| Янаул, присілок        | 8                      | 7                      |